# Sidney Hayers
Sidney Hayers (24 d'agost de 1921 - 8 de febrer de 2000) va ser un director, escriptor i productor de cinema i de televisió britànic.
Nascut a Edimburg, Escòcia, Hayers va començar la seva carrera com a editor de cinema. Ha dirigit pel·lícules com Circus of Horrors (1960), el thriller ocultista Night of the Eagle (1962), el musical Three Hats for Lisa (1965), la pel·lícula d'aventures L'estrella del sud (1969) i La trampa (1966).
Per la televisió britànica va dirigir The Persuaders! i The New Avengers; més tard va dirigir diversos programes de televisió nord-americans, inclosos episodis de Magnum, P.I., The A-Team, Knight Rider, T. J. Hooker, Baywatch i The Famous Five.
Hayers va morir de càncer el 2000 a Altea, País Valencià, i el va sobreviure la seva esposa Erika Remberg. Va tenir dos fills, Susan i Robert del seu primer matrimoni, amb Patricia.

## Filmografia

### Com a escriptor
- Edith: guió original a partir de notes investigades.
- A Spy for a Spy: guió adaptat de la novel·la The Springers en col·laboració amb l'autor Berkeley Mather.
- The Sweetwater Point Motel – Guió adaptat de la novel·la homònima de Peter Saab.
- The Tangled Web: guió adaptat de la novel·la The Molester de Lee Sarokin.
- Spy Now, Pay Later: guió original en col·laboració amb Carl Johnson i Karl-Heinz Willschrei.
- Blaues Blut (sèrie de televisió) – Material addicional i reescriptures per a set episodis.

### Llargmetratges com a director/productor
- While the Sun Shines (1947) - editor de so
- Warning to Wantons (1949) - editor
- Stop Press Girl (1949) - editor
- Prelude to Fame (1950) - editor
- White Corridors (1951) - editor
- Never Take No for an Answer (1951) aka The Small Miracle - editor
- Something Money Can't Buy (1952) - editor
- Deadly Nightshade (dirigida per John Gilling, 1953) - editor
- Recoil (dirigida per John Gilling, 1953) - editor
- Romeo and Juliet (1954) - editor
- Passage Home (dirigida per Roy Ward Baker, 1955) - editor
- A Town Like Alice (1956) - editor
- Triple Deception (1956) aka House of Secrets - editor
- High Tide at Noon (1957) - editor
- The One That Got Away (dirigida per Roy Ward Baker 1957) - editor
- L'última nit del Titanic (A Night to Remember) (dirigida per Roy Ward Baker, 1958) – Director de segona unitat/Editor
- La badia del tigre (Tiger Bay) (dirigida per J. Lee Thompson, 1959) - editor
- Violent Moment (1959) aka Rebound - director, editor
- Operation Amsterdam (dirigida per Michael McCarthy, 1959) – Director de segona unitat
- The White Trap (1959) - director
- Circus of Horrors (1960) – Director, editor
- The Malpas Mystery (1960) - director
- Payroll (1961) aka I Promised to Pay – Director
- Echo of Barbara (1961) - director
- Night of the Eagle (US: Burn Witch Burn, 1962) – Director
- This Is My Street (1963) – Director
- The Human Jungle (1963–64) (sèrie de televisió) - director
- Three Hats for Lisa (1965) (Musical) – Director
- La trampa (The Trap) (1966) – Director
- Cal trobar la bomba (Finders Keepers) (1966) – Director
- The Avengers (1965–67) (sèrie de televisió) - director, Director de segona unitat
- L'estrella del sud (The Southern Star) (1969) – Director
- Mister Jerico (1970) (TV) – Director
- Pànic al bosc (Assault) (1971) aka In the Devil's Garden – Director
- The Firechasers (1971) – Director
- Revenge (1971) aka Inn of the Frightened People – Director
- Shirley's World (1971) (sèrie de televisió) - director
- The Persuaders! (1971–72) (sèrie de televisió) - director
- All Coppers Are... (1972) – Director
- Arthur of the Britons (1972–73) (sèrie de televisió) - director
- The Zoo Gang (1974) (sèrie de televisió) - director
- Deadly Strangers (1974) – coproductor/Director
- What Changed Charley Farthing? (1974) aka The Bananas Boat – coproductor/Director
- Diagnosis: Murder (1975) – coproductor/Director
- One Away (1976) – coproductor/Director
- The New Avengers (1976–77) (sèrie de televisió) - director
- Un pont massa llunyà (A Bridge Too Far) (dirigida per Richard Attenborough, 1977) – Director de seqüències d’acció
- The Professionals (1977–78) (sèrie de televisió) - director, producer
- The Famous Five (1978–79) (sèrie de televisió) - director, producer
- The Hardy Boys/Nancy Drew Mysteries (1979) (sèrie de televisió) - director
- The Last Convertible (1979) (minisèrie) - director
- The Seekers (1979) (mini series) – Director
- Galactica 1980 (1980) (sèrie de televisió) - director
- Condominium (1980) – Director
- The Misadventures of Sheriff Lobo (1981) (sèrie de televisió) - director
- The Fall Guy (1981) (sèrie de televisió) - director
- The Greatest American Hero (1981) (sèrie de televisió) - director
- Magnum, P.I. (1981) (sèrie de televisió) - director
- Terror at Alcatraz (1982) (telefilm) - director
- Knight Rider (1982–86) (sèrie de televisió) - director
- Remington Steele (1982–83) (sèrie de televisió) - director
- The Family Tree (1983) (sèrie de televisió) - director
- Philip Marlowe, Private Eye (1983) (sèrie de televisió) - director
- Manimal (1983) (sèrie de televisió) - director
- Masquerade (1983–84) (sèrie de televisió) - director
- The Master (1984) (sèrie de televisió) - director
- T.J. Hooker (1984) (sèrie de televisió) - director
- Cover Up (1984–85) (sèrie de televisió) - director
- Hardcastle and McCormick (1985) (sèrie de televisió) - director
- Airwolf (1985) (sèrie de televisió) - director
- Hunter (1985) (sèrie de televisió) - director
- The A-Team (1985–86) (sèrie de televisió) - director
- Scarecrow and Mrs. King (1986–87) (sèrie de televisió) - director
- Werewolf (1987) (sèrie de televisió) - director
- Blue Blood (1988–89) (sèrie de televisió) - director
- Dragnet (1990) (sèrie de televisió) - director
- They Came from Outer Space (1990) (sèrie de televisió) - director
- The New Adam-12 (1991) (sèrie de televisió) - director
- Super Force (1991–92) (sèrie de televisió) - director
- Tarzán (1992–95) (sèrie de televisió) - director
- Baywatch (1993) (sèrie de televisió) - director
- Acapulco H.E.A.T. (1993–94) (sèrie de televisió) - director, guionista
- Space Precinct (1994–95) (sèrie de televisió) - director
- CI5: The New Professionals (1995) (sèrie de televisió) - director